# Nahuatzen
Nahuatzen è una municipalità dello stato di Michoacán, nel Messico centrale, il cui capoluogo è la località omonima.
La municipalità conta 27.174 abitanti (2010) e ha un'estensione di 304,35 km².
Il nome della località significa luogo dove si gela. Sp ritiene che i cicimechi fondarono il villaggio con il nome di Yahuani.